# باپتیست (کنتاکی)
باپتیست (به انگلیسی: Baptist) یک منطقهٔ مسکونی در ایالات متحده آمریکا است که در شهرستان هریسون، کنتاکی واقع شده‌است. باپتیست ۲۳۱٫۹۶ متر بالاتر از سطح دریا واقع شده‌است.